# توماس كلينه
توماس كلينه (بالألمانية: Thomas Kleine)‏ (مواليد 28 ديسمبر 1977 في فيرميلسكيرتشين - ألمانيا الغربية) لاعب كرة قدم ألماني يلعب حاليا لصالح نادي الدرجة الأولى بوروسيا مونشنغلادباخ الألماني منذ 2008 في مركز قلب الدفاع .

## روابط خارجية
- توماس كلينه على موقع قاعدة بيانات كرة القدم.إي يو (الإنجليزية)
- توماس كلينه على موقع بيانات كرة القدم. دي إي (الألمانية)
- توماس كلينه على موقع عالم كرة القدم.نت (الإنجليزية)
- توماس كلينه على موقع كووورة
- توماس كلينه على موقع AS.com (الإسبانية)